# 克里斯蒂娜·基尼利
克里斯蒂娜·玛丽·克舍尔·基尼利（1968年12月19日—），澳大利亚美国裔女性政治人物，曾任澳大利亚参议院的工党副领袖，並曾于2009年至2011年担任新南威爾斯州长，是該州历史上第一位女性州长。

## 生平
基尼利出生于美国内华达州，曾为美国民主党党员。2000年其移居澳大利亚并加入澳大利亚工党，之後當選为新南威爾斯立法会议员。
基尼利于2009年挑戰時任同黨州長成功，就任新南威爾斯州州长，為該州史上首位女性州长，至2011年工黨在州議會選舉中慘敗下野。
隨後她轉戰聯邦政壇，2018年獲委任為聯邦參議員，翌年獲委任為澳大利亚参议院的工党副领袖并担任影子政府内阁的内政部长及移民事务部长。2022年，她辭職並「空降」出戰福勒眾議院選區但不幸落選，敗予在地的獨立候選人。